# كارول مساروس
كارول مساروس هو لاعب كرة قدم سلوفاكي في مركز الوسط، ولد في 25 يوليو 1993 في غالنتا في سلوفاكيا. شارك مع منتخب سلوفاكيا تحت 21 سنة لكرة القدم. أما مع النوادي، فقد لعب مع نادي سلوفان براتيسلافا.

## وصلات خارجية
- كارول مساروس على موقع الاتحاد الأوربي (الإنجليزية)
- كارول مساروس على موقع قاعدة بيانات كرة القدم.إي يو (الإنجليزية)
- كارول مساروس على موقع Soccerway.com (الإنجليزية)
- كارول مساروس على موقع AS.com (الإسبانية)